# Hellraiser (2022)
Hellraiser is een Amerikaans-Servische horrorfilm uit 2022, geregisseerd door David Bruckner. De film is een reboot van de Hellraiser-franchise en het elfde deel in totaal. Ook is het (na Hellraiser uit 1987) de tweede verfilming van de novelle The Hellbound Heart uit 1986 van Clive Barker.

## Verhaal
Het verhaal begint in Belgrado, waar advocate Serena Menaker een mysterieuze puzzel in de vorm van een doos koopt voor haar werkgever, de hedonistische miljonair Roland Voight. Zes jaar later wordt hetzelfde doosje gevonden door drugsverslaafde Riley McKendry, die niet weet dat het een poort naar de hel kan openen.

## Rolverdeling
| Acteur           | Personage               |
| ---------------- | ----------------------- |
| Odessa A'zion    | Riley McKendry          |
| Jamie Clayton    | The Priest              |
| Adam Faison      | Colin                   |
| Drew Starkey     | Trevor                  |
| Brandon Flynn    | Matthew "Matt" McKendry |
| Aoife Hinds      | Nora                    |
| Jason Liles      | The Chatterer           |
| Yinka Olorunnife | The Weeper              |
| Selina Lo        | The Gasp                |
| Zachary Hing     | The Asphyx              |
| Kit Clarke       | Joseph "Joey" Coscuna   |
| Goran Višnjić    | Roland Voight           |
| Hiam Abbass      | Serena Menaker          |

## Release
De film ging in première op 28 september 2022 op het Fantastic Fest in Austin.

## Ontvangst
Op Rotten Tomatoes heeft Hellraiser een waarde van 67% en een gemiddelde score van 6,00/10, gebaseerd op 149 recensies. Op Metacritic heeft de film een gemiddelde score van 55/100, gebaseerd op 25 recensies.

## Prijzen en nominaties
De belangrijkste:
| Jaar | Prijs                    | Categorie                    | Genomineerde(n)               | Uitslag     |
| ---- | ------------------------ | ---------------------------- | ----------------------------- | ----------- |
| 2023 | Fangoria Chainsaw Awards | Best Streaming Premiere Film | Best Streaming Premiere Film  | Genomineerd |
| 2023 | Fangoria Chainsaw Awards | Best Supporting Performance  | Jamie Clayton                 | Genomineerd |
| 2023 | Fangoria Chainsaw Awards | Best Makeup FX               | Josh Russell & Sierra Russell | Genomineerd |